# Temple réformé de Nagyvárad tér
Le Temple réformé de  Nagyvárad tér (en hongrois :  Nagyvárad téri református templom) ou Temple de la mémoire (Emlékezet temploma) est un temple calviniste situé dans le 8e arrondissement de Budapest, sur Nagyvárad tér. 